# Irina Wladlenowna Pantajewa

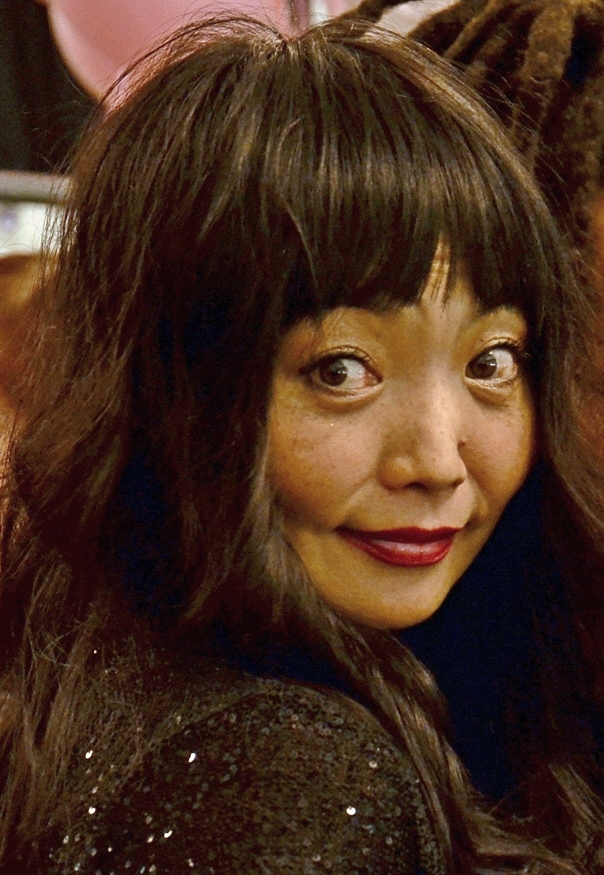
Irina Pantajewa (2012)

Irina Wladlenowna Pantajewa (russisch Ири́на Владле́новна Панта́ева; * 31. Oktober 1967 in Ulan-Ude) ist ein russisches Fotomodel sowie eine Schauspielerin aus der ethnischen Minderheit der Burjaten in Sibirien.

## Leben
Ihr erstes großes Engagement erhielt sie Anfang der 1990er Jahre von Karl Lagerfeld für Chanel, danach arbeitete sie als Laufstegmodel bei Haute Couture Shows auch für Designer wie Christian Dior, Gianni Versace oder Calvin Klein, Donna Karan und Vivienne Westwood. Pantajewa war mehrfach Covergirl von Vogue und 1998 das erste asiatische Model in der Sports Illustrated Swimsuit Edition.
Im Jahr 1998 veröffentlichte sie ihre Autobiographie Siberian Dream, die 1999 in Deutschland als Mein Weg auf die Laufstege der Welt erschien. Hieraus entstand ein gleichnamiger Dokumentarfilm, der 2004 mit einem Cine Golden Eagle Award ausgezeichnet wurde.
Als Schauspielerin war Pantajewa in Fernsehserien und Spielfilmen zu sehen, unter anderem in der Verfilmung von So weit die Füße tragen (2001), in der sie die Schamanentochter Irina spielt, der Clemens Forell auf seiner Flucht begegnet. Bereits im Jahr 1997 konnte man Irina Pantajewa im Fantasy-Action Abenteuer Mortal Kombat 2 – Annihilation in der Rolle von Shao Khans Lockvogel Jade auf dem TV-Schirm bewundern.
2003 nahm Irina Pantajewa an einem Casting für das in Los Angeles erfolgreich laufende Theaterstück Jewtopia teil und wurde für eine New Yorker Aufführung für die Rolle der Rachel Kahn ausgewählt.
Die Off-Broadway-Komödie eröffnete am 21. Oktober 2004 im Westside Theatre, wo sie bis zum 29. April 2007 lief.
Irina Pantajewa ist mit dem lettischen Photographen Roland Levin verheiratet, den sie 1988 in Moskau kennenlernte. Sie haben zwei Söhne. Heute entwirft sie in New York ihre eigene Schmuck-Kollektion Irina.

## Filmografie
- 1989: Vozvrashchenie Khodzhi Nasreddina
- 1997: Augenzeuge in Gefahr (Testimone a rischio)
- 1997: Mortal Kombat 2 – Annihilation
- 1998: New York Undercover (Fernsehserie, eine Folge)
- 1998: Hinterm Mond gleich links (3rd Rock from the Sun, Fernsehserie, zwei Folgen)
- 1998: Celebrity – Schön. Reich. Berühmt. (Celebrity)
- 2000: Normal, Ohio (Fernsehserie)
- 2001: Zoolander
- 2001: So weit die Füße tragen
- 2002: Im inneren Kreis (People I Know)